# Ruine Höhlturm

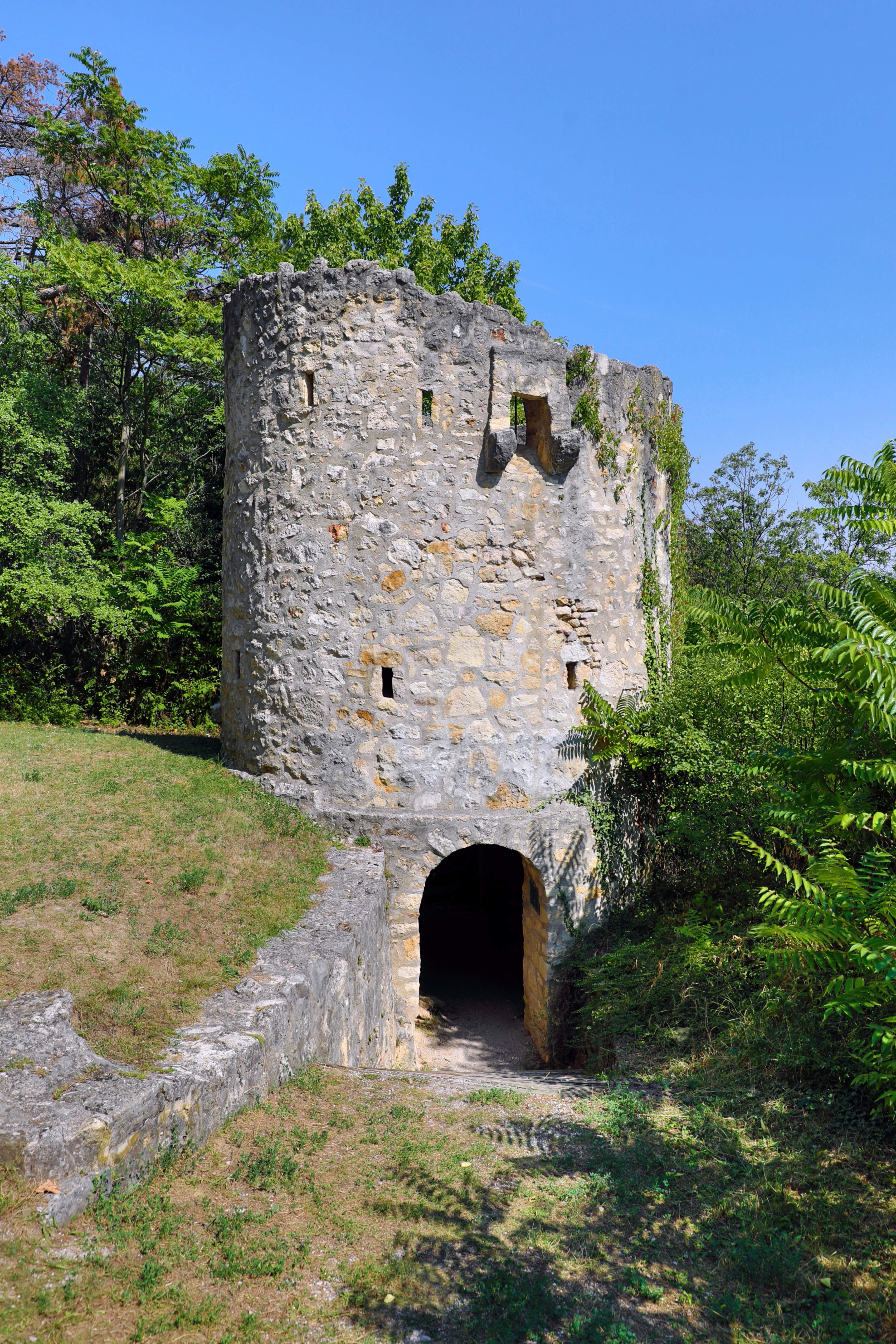
Höhlturm (2024)

Die Ruine Höhlturm steht als Rest einer bewohnten Wehranlage (Höhenburg) aus dem 15. Jahrhundert erhöht weithin sichtbar nördlich von Wöllersdorf in der Marktgemeinde Wöllersdorf-Steinabrückl im Bezirk Wiener Neustadt-Land in Niederösterreich. Sie steht unter Denkmalschutz (Listeneintrag).

## Geschichte
Der ehemalige Wehrturm wurde 1531 erstmals urkundlich genannt. Die hinter der Ruine befindliche teils zugängliche Höhlturmhöhle als Natursteinhöhle war wohl namensgebend für den Turm.
Das Motiv des Turmes ist Teil des Gemeindewappens von Wöllersdorf-Steinabrückl.
Der 1994 restaurierte Höhlturm ist frei zugänglich.

## Wehrturm
Oberhalb des Höhlturmes befindet sich ein aus dem Gelände abgegrabener und teils künstlich aufgeschütteter Hausberg in abgeplatteter Kegelgestalt mit einem tiefen Halsgraben, Wall und Vorwerken einer älteren Burg.
Der spätmittelalterliche dreigeschoßige Rundturm besteht aus Zwickelmauerwerk. Er steht über einem Randwall mit einer Hangabschlussmauer. Der Turm zeigt Schießscharten und westlich eine Pechnase. Es bestehen auch Reste eines gewölbten Anbaus.